# Harald Spörl
Harald Spörl (Bamberg, 1966. október 31. –) német labdarúgó-középpályás.

## Pályafutása
Spörl fiatal korában a VfL Frohnlach és az 1. FC 01 Bamberg csapatában játszott. Ernst Happel kérésére szerződtette a Hamburger SV 1987-ben. Spörlt technikailag képzett játékosnak tartották, aki pontos és erős rúgásairól volt ismert. A HSV színeiben tizennégy év alatt 321 Bundesliga-mérkőzésen 60 gólt szerzett. Leginkább a középpályás sor jobb szélén játszott, pályafutása végén húzódott be a pálya közepére. Az 1995-1996-os szezon volt a legeredményesebb idénye, ekkor tizennégy bajnoki gólt szerzett. Pályafutása végén az LR Ahlen és az 1. FC Hersbruck csapataiban játszott, 20023 óta a HSV játékosmegfigyelőjeként dolgozik.
A válogatott keretébe többször bekerült, pályára azonban sosem lépett a nemzeti csapatban.

## További információ
- Pályafutásának adatai a Fußballdaten.de oldalon